# Militaire Luchtvaart van het Koninklijk Nederlandsch-Indisch Leger

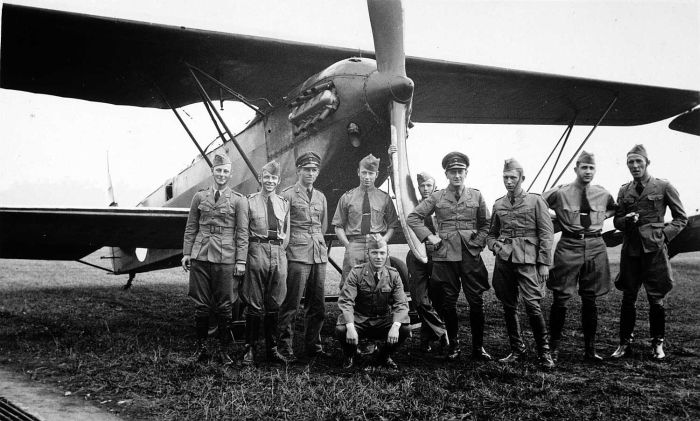
Vliegers van het ML-KNIL in 1937

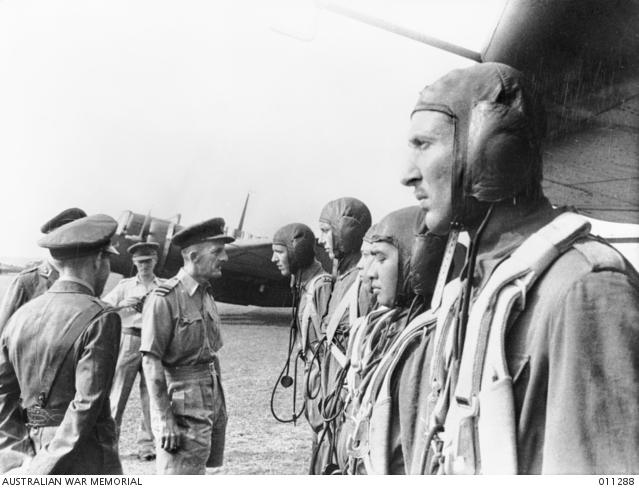
Air Vice-Marshal Conway Pulford begroet vliegers van de ML-KNIL in Singapore, januari 1942.

De Militaire Luchtvaart van het Koninklijk Nederlandsch-Indisch Leger (ML-KNIL) kwam voort uit de Proefvliegafdeeling KNIL (PVA-KNIL); bij Koninklijk Besluit van 18 juli 1914 opgericht. Later werd de naam gewijzigd in Luchtvaartafdeeling-KNIL (LA-KNIL) en vervolgens in ML-KNIL bij het ontstaan als zelfstandig wapen op 30 maart 1939.
Zowel tijdens als vlak na de Tweede Wereldoorlog namen ML-KNIL luchtmachteenheden actief deel aan de strijd in de Pacific regio (18 en 120 Squadron). Eerst onder Australisch bevel van South West Pacific Area Command (SWPAC) en later onder Brits bevel van South East Asian Command (SEAC).
Vlak na de Japanse overgave op 15 augustus 1945, bestond het werk van deze eenheden uit ondersteuning van de repatriëring van krijgsgevangenen en geïnterneerden i.h.k.v. Recovery of Allied Prisoners of War and Internees (RAPWI) met Nederlandse coördinatie door het Leger Organisatie Centrum (LOC) en het Kantoor Diplaced Persons (KDP). ML-KNIL eenheden werden onder Brits commando ingezet voor vervoer van ex-krijgsgevangenen, voedseldroppings en voor opsporing van nog niet bekende kampen. 
Na het vertrek van de Britse eenheden werd ML-KNIL van 1946 tot 1950 weer een autonoom Nederlands onderdeel met 2 Luchtvaartcommando’s: Java (LUCOJA) en Sumatra (LUCOSU) en een aantal nieuw opgerichte squadrons. Inmiddels was de politieke en humanitaire situatie in Nederlands-Indië zo vastgelopen dat de Nederlandse regering opdracht gaf tot het uitvoeren van militaire acties om belangrijke objecten op Java en Sumatra onder controle te krijgen. Dit resulteerde ten slotte in de eerste en tweede politionele actie.
Nederlands-Indië hield in december 1949 op te bestaan toen de Nederlandse regering dit gebied overdroeg aan de republiek Indonesië. Van deze overdracht bleef Nieuw-Guinea (nog) uitgezonderd. Bij de soevereiniteitsoverdracht aan de republiek Indonesië werd ML-KNIL op 1 januari 1950 opgeheven. Alle vliegvelden, het materieel en andere eigendommen gingen hierbij over naar de toenmalige Indonesische luchtmacht (AURI = Angkatan Udura Republik Indonesia), tegenwoordig Tentara Nasional Indonesia-Angkatan Udara (TNI-AU).

## Herkenbaarheid
Tot 1919 was het nationale herkenningsteken een oranje bal, daarna tot 1939 de rood-wit-blauwe rozet met oranje middenstip. Vlak voor de Tweede Wereldoorlog werden de roundels op de vliegtuigen vervangen door oranje driehoeken met een zwarte rand. Bij het uitbreken van de oorlog in de Pacific werd dit vanaf 1942 een rood-wit-blauwe vlag en na 1945 werd op een groot deel van de vliegtuigen een witte rand om deze vlag aangebracht. Vanaf 1948 werd weer de rood-witte-blauwe rozet met oranje middenstip ingevoerd.

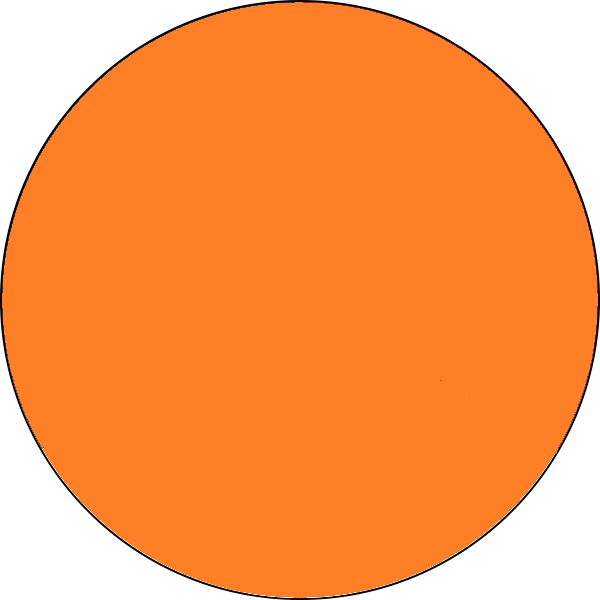
Roundel vanaf het begin tot in 1919
Roundel van circa 1920-1939 en 1948-1950
Roundel 1939-1942
Roundel 1942-1948

## Overzicht ML-KNIL squadrons en inzet 1942-1950
6 Squadron Artillerie Verkennings Afdeling (ARVA) 1945-1950. Gesneuveld: 20 man. Personeel bestond uit bevrijde ex-krijgsgevangenen van ML-KNIL en luchtmacht oorlogsvrijwilligers. Operationeel met Piper Cub en later met Auster Mk III met als taken: verkenning, artilleriewaarneming, foto-en verbindingsopdrachten. Na aankomst begin maart 1947 ingedeeld in een A vlucht en staf op Semplak, B vlucht op Semarang, C vlucht op Andir en D vlucht op Soerabaja.
Bij de eerste politionele actie (juli 1947), werd het squadron ingezet voor verkenningen boven republikeins gebied en voor artillerie waarneming. Gevaarlijk werk omdat de toestellen onbewapend waren en veelvuldig laag werd gevlogen. 6 ARVA maakte bij de eerste politionele actie meer dan 700 sorties.
In de tweede helft van 1947 waren i.v.m. technische problemen van de 26 Austers slechts 13 inzetbaar. Pas begin 1948 was dit opgelost. Kort voor de tweede politionele actie ontstond er een ander probleem: gebrek aan bougies waardoor een aantal Austers niet beschikbaar was. Dus begon het squadron de tweede politionele actie (december 1948) met een aantal geleende KNIL Piper Cubs. Pas vanaf 26 december waren alle Austers beschikbaar en vloog men 315 sorties. Op 1 maart 1950 werd 6 Sq ARVA opgeheven.
16 Squadron (1946-1948). Gesneuveld: 3 man. Bemand met vliegers en materieel van 18 squadron en personeel van ML-KNIL personeel uit Australië. Operationeel met tot strafers omgebouwde B-25 Mitchells. Ingezet voor transport, verkenning, konvooidekking en voor luchtsteun aan Nederlandse troepen. Eveneens ingezet voor patrouilles boven zee ter voorkoming van infiltraties.
Bij de eerste politionele actie (juli 1947), werden 77 sorties gevlogen waarbij het squadron was ingezet bij actie "Pelikaan" (de uitschakeling van de republikeinse luchtmacht). Ook verleende het squadron luchtsteun aan troepen van de Y-Brigade en voerde het squadron offensieve verkenningen uit. Vanwege acuut personeelstekort en gebrek aan onderdelen werd hierna besloten tot opheffing van het squadron en werd het in 1948 op vliegveld Tjilitan samengevoegd met 18 squadron.
17 Squadron Verkenning en Artillerie Waarneming (VARWA) 1946-1950. Gesneuveld: 5 man. Bij oprichting werd het squadron bemand door ML-KNIL ex-krijgsgevangenen en oorlogsvrijwilligers. Het was uitgerust met de Piper Cub L4J en bestond uit een staf en de A, B, C, D en E patrouilles met als taken: verkenning voor de infanterie en waarneming/vuurleiding voor de artillerie. Ook werd het squadron ingezet voor transport, verbindingen, bewakingen en postvervoer.
17 VARWA zou op Sumatra worden gestationeerd maar de toestellen van het nieuwe 6 ARVA, dat de taak op Java moest overnemen, waren er nog niet. Om toch aan de vraag om luchtverkenning op Sumatra te kunnen voldoen werden de A-, B- en C-patrouilles naar Sumatra verplaatst. D- en E-patrouilles bleven op Java en werden in 1947, na aankomst van 6 ARVA, opgeheven.
Tijdens de eerste politionele actie (juli 1947), werd het squadron ingezet voor verkenning boven republikeins gebied en waarneming voor de artillerie. Hierbij werden 561 sorties op lage hoogte gevlogen. Na de eerste politionele actie was het bezet gebied aanzienlijk vergroot en moesten grotere afstanden afgelegd worden. Daarom werden er door de Genie landingsstrips aangelegd in het nieuw bezette gebied waarop de Piper Cub’s makkelijk konden landen en starten.
Vanwege tekort aan materieel en personeel werd uit noodzaak in 1948 een beperking van vlieguren ingesteld maar bij de tweede politionele actie vloog 17 VARWA 359 sorties. Hierna werd een beperking van het aantal vlieguren vastgesteld. Op 25 april 1950 werd 17 VARWA opgeheven.
18 Squadron (1942-1950). Gesneuveld: 24 man. Bemand met uitgeweken ML-KNIL personeel aangevuld met RAAF vliegers. Operationeel met B-25 Mitchell bommenwerpers en van 1942-1945 in geallieerd verband ingezet in de South West Pacific Area.
Na overgave van Japan in augustus 1945, kwam 18 Squadron onder Brits South East Asia Command met als basis Balikpapan. In november 1945 werd het Australische deel van het squadron opgeheven door demobilisatie van de RAAF vliegers en werd het verplaatst naar Vliegveld Tjililitan op Java. Daar kreeg het, naast het vracht en personenvervoer weer de taak van het verlenen van luchtsteun aan Nederlandse grondtroepen.
Bij de eerste politionele actie (juli 1947), werd 18 Squadron ingezet voor verkenning boven republikeins gebied om een beeld te krijgen van de sterkte en verplaatsingen van de TNI en het bombarderen van spoorlijnen en artillerieopstellingen van de TNI. Hierbij werden 55 sorties gevlogen.
Bij de tweede politionele actie (december 1948), werden B-25's gelegerd op Tjililitan, Semarang, Medan, en Andir. Hun taak was het uitschakelen van de republikeinse luchtmacht en het ondersteunen van Nederlandse grondtroepen. Ook op Sumatra kwam 18 Squadron in actie en verleende het luchtsteun op noord Sumatra, schakelde twee radiostations uit op zuid Sumatra en verleende men luchtsteun bij een luchtlanding bij Djambi (midden Sumatra). Daarnaast voerde het verkenningen uit. Bij de tweede politionele actie werden 337 sorties gevlogen.
In april 1950 volgde nog uitbreiding met toestellen van de Photo Verkennings Afdeling maar vlak daarop in mei 1950 werd 18 Squadron opgeheven.
120 Squadron (1943-1950). Gesneuveld: 14 man. Bemand met uitgeweken ML-KNIL personeel en Australische vliegers. Operationeel met Curtiss P-40N Kittyhawk vanuit Merauke waar het samen met Australische en Amerikaanse eenheden van 1943- 1945 deelnam aan acties in de zgn "Vogelkop" Nw.Guinea.

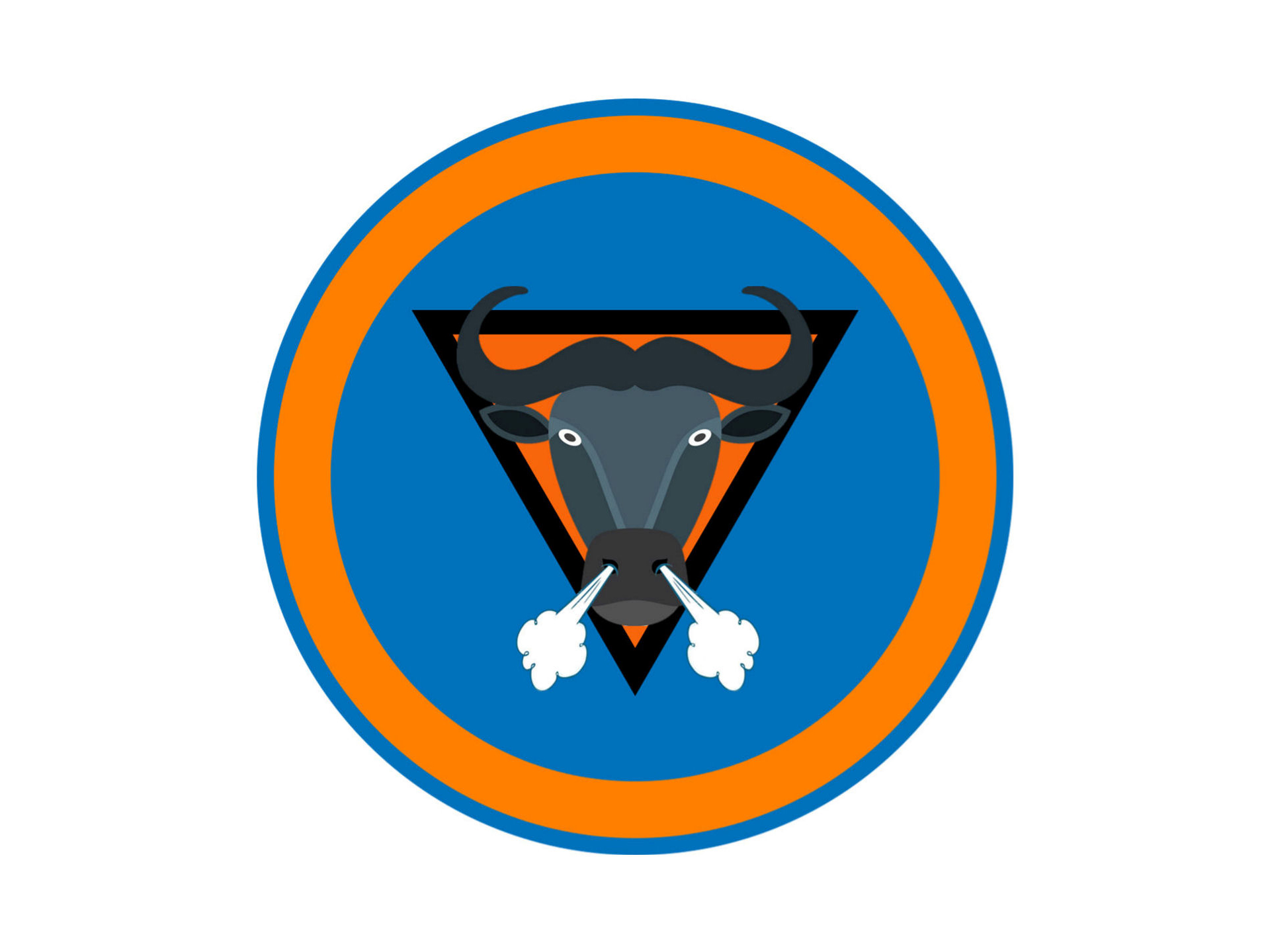
No. 120 (Netherlands East Indies) Squadron RAAF Badge 1943-1946

Begin 1945 werd het verplaatst naar Biak en na de Japanse overgave vloog 120 Squadron verkenningen ter controle van de ontwapening van de Japanners. Het zou op vliegveld Tjililitan bij Batavia worden geplaatst maar er werd een Brits verbod afgekondigd voor alle Nederlandse troepen, vanwege de vele onlusten op Java en Sumatra. Door opheffing van het RAAF deel van het squadron vanwege demobilisatie van de Australische vliegers duurde het tot begin 1946 voordat 120 squadron werd verplaatst naar Soerabaja, waar offensieve verkenningsvluchten werden uitgevoerd.
Eind 1946 volgde verplaatsing naar Semarang, vanwaar het squadron bij de eerste politionele actie (juli 1947) werd ingezet bij operatie "Pelikaan" (uitschakeling van de republikeinse luchtmacht). Daarna verleende het luchtsteun aan de T-Brigade en voerde het verkenningen uit. Bij de eerste politionele actie werden 259 sorties gevlogen.
In 1947 werd 120 squadron door personeels- en materieelproblemen verplaatst naar Andir (Bandoeng), omdat daar technische faciliteiten en personeel voorhanden was om de inmiddels verouderde P-40's te onderhouden.
Bij de tweede politionele actie (december 1948) nam 120 squadron deel aan de aanval op het vliegveld Magoewo alvorens een paradropping werd uitgevoerd. Daarna werd luchtsteun verleend aan de Nederlandse grondtroepen en werden verkenningen gevlogen. Bij de tweede politionele actie werden 183 sorties gevlogen.
In 1949 werden de P-40's door de P-51 Mustang vervangen maar a.g.v. tekort aan onderdelen werd het aantal vlieguren beperkt tot oefen en trainingsvluchten. In 1950 werd 120 squadron opgeheven en al het materieel overgedragen aan de AURI.
121 Squadron (1946-1949). Gesneuveld: 1 man. Vlak na de oorlog opgericht en bemand door ML-KNIL ex-krijgsgevangenen aangevuld met vliegers van 120 squadron. Operationeel met de P-51 Mustang. Vanaf het begin kende het squadron problemen. De scholing van ex-krijgsgevangenen als vlieger of onderhoudspersoneel kostte tijd. Ook lagen veel reserve onderdelen nog in Australië.
Bij de eerste politionele actie (juli 1947), opereerde het squadron vanaf vliegveld Andir en werd het ingezet voor operatie "Pelikaan" (uitschakeling van de republikeinse luchtmacht). Ook verleende het luchtsteun aan de B en C- Divisies (V- en W-Brigades) en voerde het daarbij offensieve verkenningen uit. Hierbij werden 238 sorties gevlogen.
Bij de tweede politionele actie (december 1948), nam 121 squadron deel aan de aanval op Magoewo en werd na de luchtlandingsoperatie luchtsteun verleend aan de Nederlandse troepen. Daarna nam het deel aan de acties “Ekster” en “Modder” (bezetting van Djambi en omliggende olievelden door paratroepen). Hierbij werden 113 sorties gevlogen. 
In januari 1949 werd 121 squadron opgeheven.
122 Squadron (1946-1950). Gesneuveld: 3 man. Vlak na de oorlog opgericht en operationeel met P-51 Mustang, deels bemand met vliegers van 121 squadron vanaf Medan waar het de vertrekkende RAF (60 Squadron) afloste. Taken: luchtsteun aan de grondtroepen en beveiliging van belangrijke verbindingswegen vanuit de lucht.
Bij de eerste politionele actie (juli 1947) werd 122 squadron ingezet bij operatie "Pelikaan" (uitschakeling republikeinse luchtmacht) en verleende het steun aan de troepen van de Z-Brigade. Er werden tijdens de eerste politionele actie 203 sorties gevlogen. Vanwege tekort aan personeel en reservemateriaal werden daarna de vluchten gestaakt.
Bij de tweede politionele actie (december 1948), werden P-51's gestationeerd te Medan en Padang en verleende het squadron luchtsteun bij de opmars naar Fort de Kock en gaf het luchtdekking bij landingen van troepen. Totaal werden bij de tweede politionele actie 206 sorties door 122 squadron gevlogen.
In 1949 werd vanwege personeelstekort en gebrek aan onderdelen opnieuw niet meer gevlogen waarna 122 squadron in april 1950 werd opgeheven.
322 Squadron (heropgericht 1946). Gesneuveld: 1 man. De in 1946 in Twente opgerichte 322 Jachtvlieg Afdeling was eigenlijk het oude 322 Dutch Spitfire Squadron dat in de Tweede Wereldoorlog in de RAF tegen de Duitsers vocht en dat in 1945 werd ontbonden. Het personeel bestond uit een mix van oud 322'ers, oorlogsvrijwilligers, beroeps- en dienstplichtig personeel. Het werd operationeel met de Spitfire Mk IX.
Men wilde het squadron begin 1947 in Indie operationeel hebben, maar dat ging niet door vanwege vertraagde opleidingen. Pas in december 1947 werd de eerste Spitfire overgevlogen naar Semarang waar ook de naam van het squadron werd veranderd in "322 Spitfire Squadron". 
1948 was vrij rustig. Er werden slecht enkele acties gevlogen, verkenningen uitgevoerd en er werd veel geoefend.
Bij de tweede politionele actie (december 1948), werden op de eerste actiedag diverse republikeinse vliegvelden aangevallen. Ook gaf 322 squadron luchtsteun bij landingen van het Korps Mariniers op midden Java. Tot het eind voerde het squadron offensieve verkenning uit en gaf het luchtsteun aan Nederlandse grondtroepen. Er werden 196 sorties gevlogen.
In 1949 moest het squadron zo snel mogelijk naar Nederland terug vanwege tekort aan geoefend personeel en in Nederland aangegane verplichtingen. 322 squadron keerde in november 1949 terug naar Nederland.
Photo Verkennings Afdeling (PVA) 1947-1950. Gesneuveld: geen. Omdat tijdens de Tweede Wereldoorlog bleek dat goede inlichtingen verkregen met luchtfotografie onontbeerlijk waren, werd in 1945 het Kantoor Fotodienst opgericht. In juni 1946 veranderde men de naam in Kantoor Foto-Film Dienst en werden de fotosectie (Tjililitan) en de fotoschool (Andir) opgericht.
Het nieuwe onderdeel opereerde met 2 omgebouwde B-25 Mitchells en werd in januari 1947 als Photo Verkennings Afdeling geïnstalleerd met als taken het vliegen van film en foto verkenningen t.b.v. het Hoofdkwartier ML-KNIL, plaatselijke troepencommandanten en de Koninklijke Marine. Ook werden opdrachten uitgevoerd voor Gouvernement en bedrijfsleven waarbij informatie over olievelden en andere economische objecten werd vergaard.
Naast de B-25's kreeg de PVA medio 1947 de beschikking over drie Piper Cub's en een voor fotoverkenning omgebouwde P-51 Mustang. De Piper Cub's waren geschikt voor verkenning op geringe hoogte en de P-51 voor opdrachten op grote hoogte. Hiermee had de PVA genoeg flexibiliteit voor een grote opdracht: het Amerikaanse Post Hostilities Mapping Plan (PHMP) waarvoor de PVA de kartering van de Soenda-eilanden verzorgde.
In 1948 opereerde de PVA met 5 FB-25's, 2 FP-51's en 5 Piper Cub’s. Hiermee bracht de PVA voor aanvang van de politionele acties de opmarswegen, bruggen en vliegvelden in kaart zodat het hoofdkwartier een beeld kreeg van verwachte moeilijkheden tijdens de opmars. Ook tijdens beide politionele acties (juli 1947 en december 1948) werd gebruik gemaakt van de PVA en werden meer dan 100 sorties gevlogen. Hierbij kwamen resultaten van bombardementen en beschietingen beschikbaar, evenals vernielingen van het republikeinse leger (TNI), dat de tactiek van de verschroeide aarde toepaste.
In 1949 werd het rustig en vanaf begin 1950 waren er nog nauwelijks vluchten. 1 maart 1950 werd de PVA opgeheven. Een deel van het personeel met een FB-25 en een FP-51 was nog korte tijd ingedeeld bij het 18 squadron.

## Vliegtuigtypen van PVA, LA en ML-KNIL)
- Avro 540K
- Avro 504

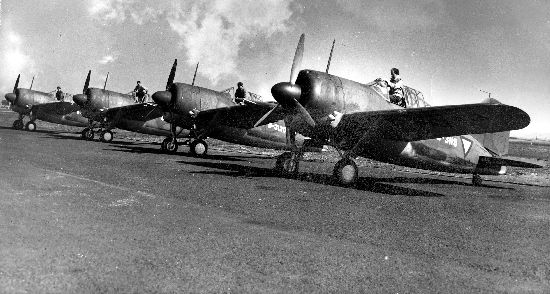
Brewster F2A Buffalo van de ML-KNIL

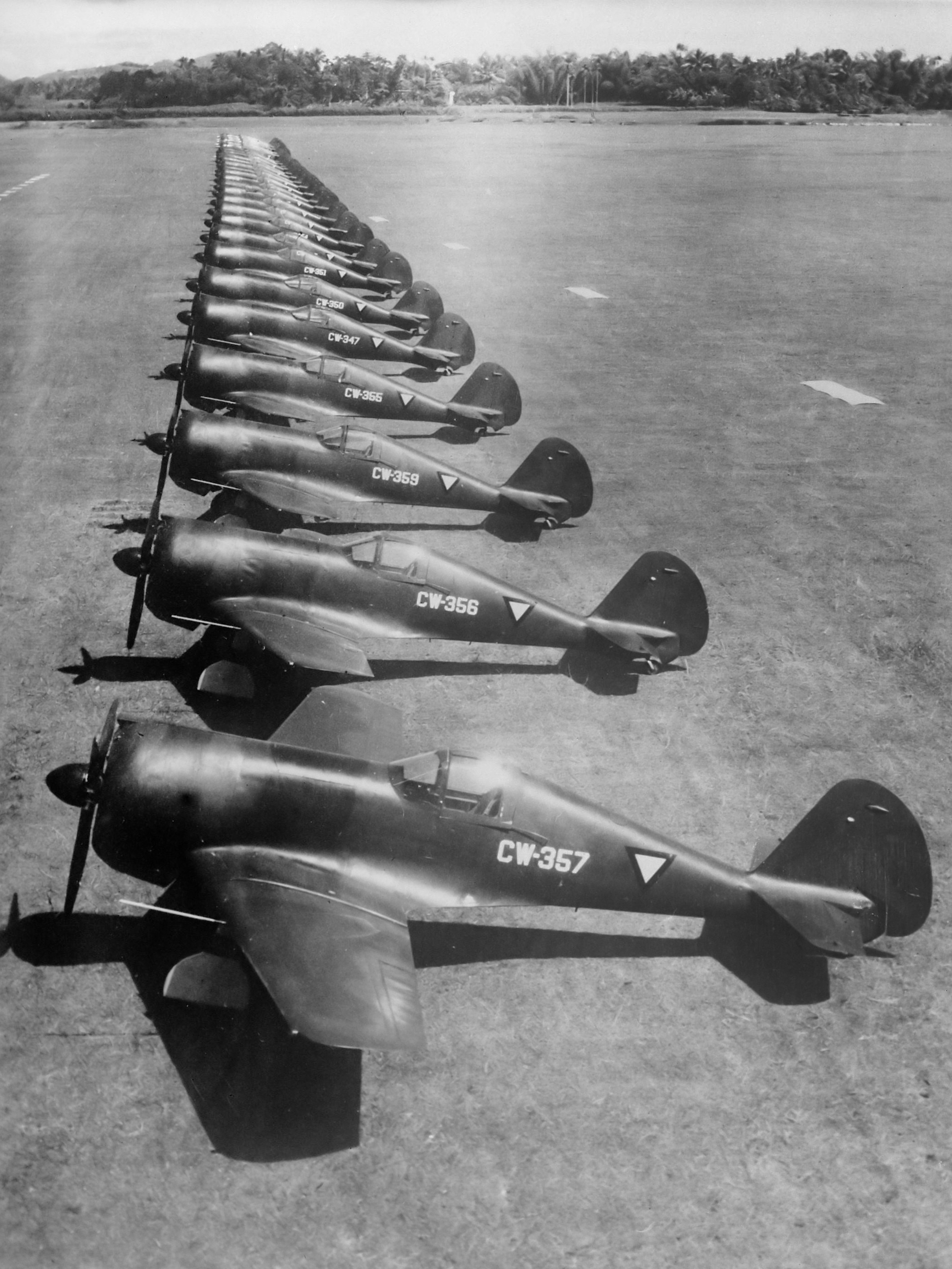
Curtiss CW-21B (1941)

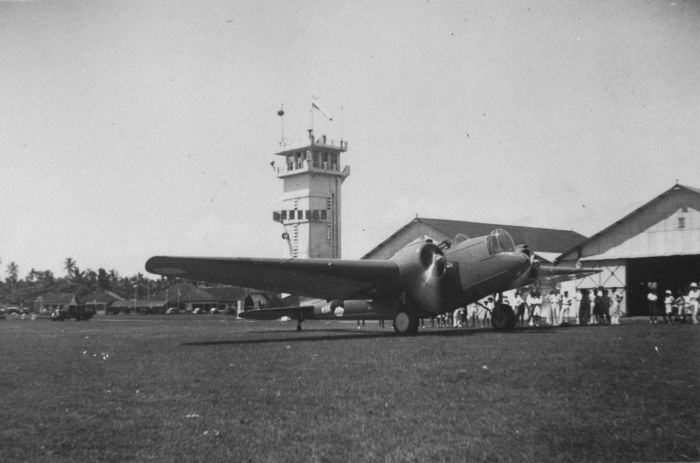
Martin B-10 bommenwerper van het KNIL op Andir Vliegveld, (1937)

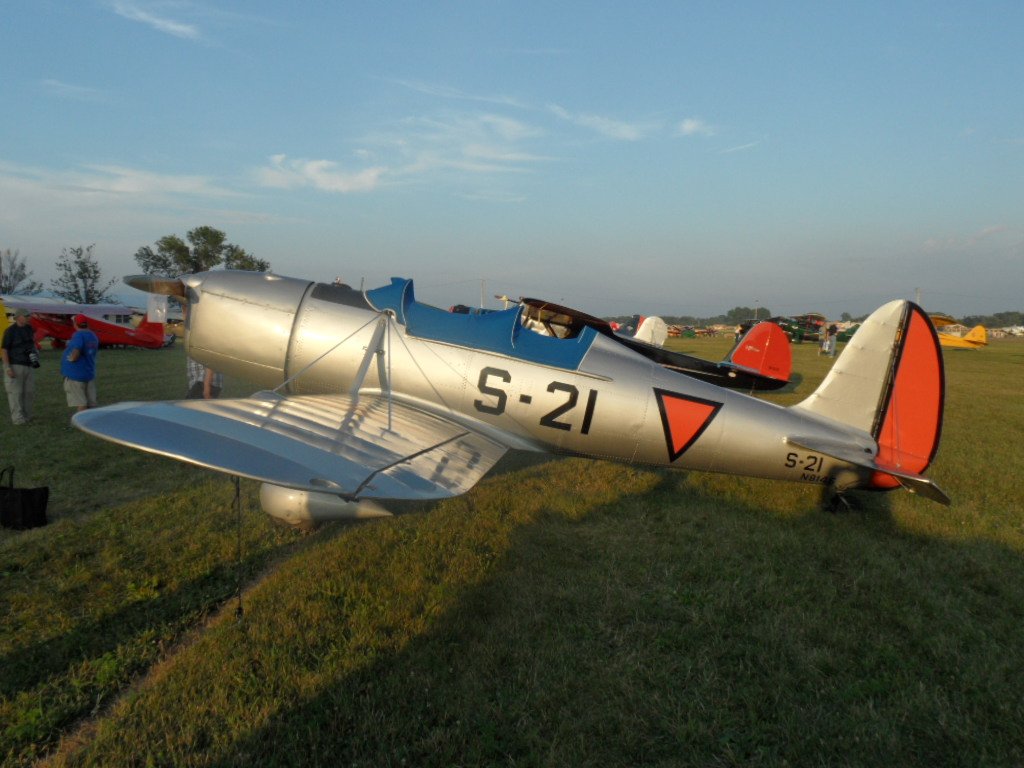
Ryan STM-2 Trainer (in de beschildering zoals hij vroeger rondvloog) tijdens EAA AirVenture Oshkosh, 2011

- Brewster (Buffalo) B-339C/D (→ Lijst van ML-KNIL Brewsters)
- Brouckère no.1 & no. 2 (type Verkenner en Lesvliegtuig, Farman kopieën)
- Bücker Jungmann
- Commonwealth CA-6 Wackett
- Curtiss P-36E Hawk
- Curtiss P-40E/40N (Kittyhawk)
- Curtiss Hawk H75A-7
- Curtiss-Wright CW-21B (Demon)
- Curtiss-Wright CW-22 (Falcon)
- Deperdussin-Brouckère Monoplane
- Douglas C-40
- Douglas C-47 Dakota
- Douglas C-54 Skymaster
- Douglas DC-3D
- Farman F22 (gebouwd door Trompenburg)
- Fairchild F-24R-9
- Glenn Martin TE/TA/TT/R
- Martin B-10
- De Havilland DH-9
- Hawker Hurricane IIb
- Fokker C.IV
- Fokker C.V/VD/VE
- Fokker C.X
- Fokker D.VII
- Fokker D.XXI
- Fokker DC-1
- Fokker F-VIIb-3m
- Fokker S.IV
- Ki-57 Topsy 801
- Nationale Vliegtuig Industrie FK-31
- Koolhoven FK-51
- Lockheed 212
- Lockheed L-12A
- Lockheed L-18 Lodestar
- Lockheed C60 Lodestar
- Morane Saulnier Ar-35-EP-2
- Messerschmitt Bf-108B-1
- Mustang P-51D /51K
- Noorduyn Norseman
- North American AT-16 Harvard
- North American B-25 (Mitchell) C/D/J
- Pander D
- Piper 1-4E
- Piper L-4J
- Ryan STM-2 Trainer
- Taylorcraft L-2M Grasshopper
- Tiger Moth
- Vickers Viking
- Waco EGC-7
- Waco UKC

## Vliegtuiggroepen voor de Tweede Wereldoorlog
In november 1918 zag het er slecht uit, immers door ongelukken en slijtage waren er nog maar twee vliegers met 7 vliegtuigen en aan het oprichten van vliegtuiggroepen werd toen niet meer gedacht. Pas in 1921 werden ze geformeerd en wel in drie vliegtuiggroepen. Elk had zijn eigen symbool, de 1e Afdeling een Kat; de 2e een Flamingo en de 3e Afdeling een Pinguïn. In 1938 vond een reorganisatie plaats met meer vliegtuiggroepen en andere symbolen.

## Vliegtuiggroepen bij het uitbreken van de Tweede Wereldoorlog
Ie Vliegtuiggroep (Basis: Andir Vliegveld, Bandoeng - Java)
- 1e Afdeling (1-VLG-I) met 9× Martin 139 WH-3/3A (+2 reserve) patrouillegroep 'Butner' vloog voornamelijk vanaf Tarakan, Oost-Borneo.
- 2e Afdeling (2-VLG-I) met 9× Martin 139 WH-3/3A (+2 reserve) patrouillegroep 'Cooke' vloog voornamelijk vanaf Samarinda II, Oost-Borneo.

IIe Vliegtuiggroep (Basis: Singosari Vliegveld, Malang - Java)
- 1e Afdeling (1-VLG-II) met 3× Martin 139 WH-2, 9× Martin 139 WH-3/3A (+3 reserve)

Later toegevoegd:
- WH-1 Patrouille met 3× Martin 139 WH-1 (+1 reserve).

IIIe Vliegtuiggroep (Basis: vliegveld Tjililitan, Meester Cornelis - Java)
- 1e Afdeling (1-VLG-III) met 9× Martin 139 WH-3/3A (+2 reserve) en was gestationeerd in Singapore.
- 2e Afdeling (2-VLG-III) met 9× Martin 139 WH-2 (+2 reserve) en was gestationeerd op vliegbasis Kalidjati, Java.
- 3e Afdeling (3-VLG-III) met 9 Martin 139 WH-3/3A (+2 reserve) en was gestationeerd in Singapore.

Toegevoegd in december 1941:
- 7e Afdeling Horizontale Bommenwerpers (7-VLG-III) met 1× Martin 139 WH-2, 2× Martin 139 WH-3, en 6× Martin 139 WH-3A.

IVe Vliegtuiggroep (Basis: Maospati Vliegveld, Madioen - Java)
- 1e Afdeling (1-VLG-IV) met 12× Curtiss Hawk 75A-7 en was gestationeerd op Tjilitan en Perak, Java.
- 2e Afdeling (2-VLG-IV) met 16× CW-21B en was gestationeerd op Soerabaja, Java.
- 3e Afdeling (3-VLG-IV) met ?? Brewster 339D en was gestationeerd op Laha, Ambon.

Ve Vliegtuiggroep (Basis: Semplak Vliegveld, Buitenzorg - Java)
- 1e Afdeling (1-VLG-V) met 12× Brewster 339D en was gestationeerd op Singkawang II & Samarinda II, West- en Oost-Borneo.
- 2e Afdeling (2-VLG-V) met 17× Brewster 339D en was gestationeerd op Singkawang II, West-Borneo
- 3e Afdeling (3-VLG-V) met 16× Brewster 339C en was gestationeerd in Singapore.

VI Depot Vliegtuiggroep (Basis: Maospati, Madioen - Java)
- 1e Afdeling (D-VI-A) met:
  - 19× Lockheed L-18-40
  - 2× Lockheed L-212
  - 3× Curtiss CW-22
  - 3× Fokker C.X
  - 1× Bücker Jungmann Bü-131
  - 2× Ryan STM-2

## Noemenswaardige vliegers
- 1-VLG-I: J.A. Butner.
- 2-VLG-I:
- 1-VLG-II: H.K.M. Haye, F.J.W. den Ouden.
- 1-VLG-III:
- 2-VLG-III:
- 3-VLG-III:
- 7-VLG-III:
- 1-VLG-IV: M.W. van der Poel, J.C. Jacobs, F.E. Broers, P. Boonstoppel, A.J. Marinus, H.J. Mulder, A. Kok.
- 2-VLG-IV: N. Dejalle, H.M. Haye, A.C. van Bers, J. Kingma, R.A.D. Anemaet, W.A. Bedet, P. Bergamin.
- 3-VLG-IV: J. Berk, H.C. Voorn, C. Weijnschenk, H. Huys, A.J. de Vries, F.J. de Wilde.
- 1-VLG-V: A.A.M. van Rest, T.J. de Waardt, A. Berk, C.A. Vonck, W.E. Wessels, G. Olsen, T.W. Kürz, G.J. de Haas, J.N. Droog (13 september 1917 - 28 december 1941).
- 2-VLG-V: J.P. van Helsdingen, A.G. Deibel, G.M. Bruggink, J.F. Scheffer, A.E. Stoové, P.A. Hoyer, A. Voorbij, F. Pelder, R.A. Rothkrans, N.G. de Groot.
- 3-VLG-V: P.G. Tideman, J.J. Tukker (9 januari 1916 - 20 februari 1942), J.P. Adam, W.A.T van Buren (4 juli 1919 - 17 januari 1942), R.J.J.W. Hoogenhuizen ( ? - 18 januari 1942), H.H.J. Simons, P.C. André de la Porte.
- D-VI-A:

Let op: In de lijst hierboven worden alleen namen vermeld van piloten die onderscheiden zijn. Veel documentatie is tijdens en na WOII door de Japanners vernietigd dus er zullen namen missen van piloten die zeker noemenswaardig zijn.

## Commandovoering Militaire Luchtvaart KNIL
- 1915 - 1917 Kapitein C.E. Visscher
- 1917 - 1919 Kapitein C.L. Vogelesang
- 1919 - 1921 Kapitein C. van Houten
- 1921 - 1924 Kapitein J.A. Roukens
- 1924 - 1927 Kapitein Paul-Francois Hoeksema de Groot
- 1927 - 1928 Majoor J. Beumer
- 1928 - 1932 Luitenant-kolonel J.H. Wesseling
- 1932 - 1934 Majoor G.A. Ilgen
- 1934 - 1945 Majoor/Generaal-majoor L.H. van Oyen[4]
- 1945 - 1946 Generaal-majoor E.T. Kengen
- 1946 - 1948 Kolonel P.J. de Broekert
- 1948 - 1950 Kolonel/Generaal-majoor C.W. van der Eem

## Bekende leden van het Wapen der Militaire Luchtvaart KNIL
- D.L. Asjes, luchtvaartpionier, oorlogsvlieger, instructeur van de Royal Netherlands Military Flying School en commandant No. 18 (Netherlands East Indies) Squadron,
- W. Bartelings, oorlogsvlieger bij No. 120 (Netherlands East Indies) Squadron
- B. Boon von Ochssée, oorlogsvlieger
- G.M. Bruggink, oorlogsvlieger en als krijgsgevangene te werk gesteld aan de Birmaspoorweg
- A.G. Deibel, oorlogsvlieger
- Jan Engelbert van Bevervoorde, luchtvaartpionier, eresabel drager en ridder MWO
- W.H.F. Giel, testvlieger, kwam in 1923 op Vliegbasis Kalidjati bij vliegongeval om het leven
- J.P. van Helsdingen, oorlogsvlieger en gesneuveld in een luchtgevecht in 1942
- J. Hilgers, luchtvaartpionier en overleden in een jappenkamp op Java
- P.A. Hoyer, oorlogsvlieger
- F. Janssens, oorlogsvlieger
- R.E. Jesserun, kapitein-waarnemer bij No. 18 (Netherlands East Indies) Squadron
- J.M. Knoop, oorlogsvlieger bij No. 120 (Netherlands East Indies) Squadron en Bevelhebber der Luchtstrijdkrachten
- K. Kooy, oorlogsvlieger
- G.Küller, luchtvaartpionier en betrokken bij de aankoop van Amerikaanse toestellen
- J. Lukkien, oorlogsvlieger en instructeur van de Royal Netherlands Military Flying School
- H.A. Maurenbrecher, oorlogsvlieger 120 (NEI) Squadron, instructeur Royal Netherlands Military Flying School
- F.J.W. den Ouden, oorlogsvlieger
- L.H. van Oyen, commandant ML-KNIL
- H. ter Poorten, initiator van de ML-KNIL
- P.C.A. de la Porte, oorlogsvlieger
- B. Sandberg, oorlogsvlieger en instructeur van de Royal Netherlands Military Flying School
- J.F. Scheffer, oorlogsvlieger en overleden in een jappenkamp
- A.E. Stoové, oorlogsvlieger en als krijgsgevangene te werk gesteld in een jappenkamp op het eiland Flores (Indonesië)
- F. Pelder, oorlogsvlieger
- J. Verboog, sergeant-vlieger en overleden bij werk aan de Birma-spoorweg
- W. Versteegh, KNILM - vlieger en commandant van het 19e Transport Squadron
- L. Walraven, vliegtuigbouwer bij de ML-KNIL
- G. Winckel, oorlogsvlieger
- R. Wittert van Hoogland, oorlogsvlieger en instructeur van de Royal Netherlands Military Flying School
- Bertie Wolff, vlieger en commandant, latere bevelhebber van de luchtstrijdkrachten
- Adriaan "Ed" van der Heiden, sergeant vlieger-waarnemer, oorlogsvlieger 18e squadron Australië en instructeur Royal Military Flying School.

## Gebruikte vliegvelden
Ambon
- Laha, Ambon

Borneo
- Miri, West-Borneo (geheim vliegveld)
- Pontianak, West-Borneo (geheim vliegveld)
- Singkawang II, West-Borneo (geheim vliegveld)
- Samarinda II, Oost-Borneo (geheim vliegveld)

Lag diep in de jungle tussen de dorpjes Longiram en Melak. Had een eigen KNIL garnizoen van ongeveer 500 man.
- Tarakan, Oost-Borneo

Java
- Andir, te Bandoeng - West-Java
- Kalidjati - West-Java
- Maospati, Madioen - Oost-Java
- Ngoro, Oost-Java (geheim vliegveld)

Ongeveer 80 kilometer ten zuiden van Soerabaja. Had 2 maal 1,2 km landingsbanen die in de jungle doorliepen.
- Semplak, Buitenzorg - West-Java
- Singosari, Malang - Oost-Java
- Tjililitan, te Meester Cornelis - West-Java

Sumatra
- Palembang II, Zuid-Sumatra (geheim vliegveld)

Ongeveer 51 kilometer ten zuiden van Palembang. Eigenlijk een groot veld met een omtrek van ongeveer 16 kilometer.